# Dracula bella
Dracula bella là một loài lan.